# 광양읍
광양읍(光陽邑, Gwangyang-eup)은 대한민국 전라남도 광양시의 읍이다.

## 역사
- 1914년 4월 1일 광양군 광양면[1] (13면)
- 1925년 4월 1일 인덕면(仁德面)을 광양면에 합면하였다.
- 1949년 8월 14일 광양읍으로 승격하였다.[2]
- 1995년 1월 1일 광양시 광양읍[3]

## 행정 구역
- 우산리
- 구산리
- 칠성리
- 읍내리
- 목성리
- 초남리
- 익신리
- 사곡리
- 죽림리
- 용강리
- 인동리
- 인서리
- 도월리
- 세풍리
- 덕례리

## 행정 기관
- KT 광양지점
- 광양시선거관리위원회
- 도로교통공단 광양운전면허시험장
- 광양시농업기술센터
- 광양만권경제자유구역청
- 광양경찰서
- 광양시보건소
- 광양시립도서관
- 광양시청 제2청사
- 광양시문화예술회관

## 문화
- 광양역사문화관
- 전남도립미술관
- 광양숲
- 유당근린공원

## 유통
- LF스퀘어몰
- 광양매일시장
- 광양5일시장

## 교육
- 광양동초등학교
- 광양서초등학교
- 광양북초등학교
- 광양용강초등학교
- 광양칠성초등학교
- 마로초등학교
- 덕례초등학교
- 광양중학교
- 광양희양중학교
- 광양용강중학교
- 광양여자고등학교

## 주거

### 아파트
| 단지명                 | 건설사         | 시행사                      | 주소                 | 입주               | 비고     |
| ---------------------- | -------------- | --------------------------- | -------------------- | ------------------ | -------- |
| 매화마을 주공          | 대경건설㈜     | 대한주택공사                | 서평1길 99 (구산리)  | 2002년 10월        |          |
| e-편한세상 광양칠성    | ㈜삼호         | 건한컨테크㈜                | 서북2길 115 (구산리) | 2008년 10월        |          |
| 덕진 광양의 봄         | 덕진토건㈜     | ㈜덕진종합건설              | 서평1길 9 (구산리)   | 2013년 1월         |          |
| 덕진 광양의 봄 플러스  | 덕진종합건설㈜ | ㈜덕진종합건설              | 덕산4길 86 (덕례리)  | 2021년 10월        | 민간임대 |
| 덕진 광양의 봄 선샤인  | 덕진종합건설㈜ | ㈜덕진종합건설              | 용강로 118 (용강리)  | 2024년 12월        | 민간임대 |
| 광양 푸르지오 센터파크 | 대우건설       | ㈜우리자산신탁 ㈜썬마린시티 |                      | 2025년 12월 (예정) |          |
| 목성파크뷰 부영 1단지  | 부영주택       | 부영주택                    |                      | 2022년 12월        |          |
| 목성파크뷰 부영 2단지  | 부영주택       | 부영주택                    |                      | 2022년 12월        |          |
| 송보파인빌 7차         | ㈜한빛건설     | ㈜송보건설                  |                      | 2011년 5월         |          |
| 창덕에버빌 1단지       | 창덕이앤씨㈜   | 창덕이앤씨㈜                |                      | 2001년 9월         |          |
| 창덕에버빌 2단지       | 창덕이앤씨㈜   | 창덕이앤씨㈜                |                      | 2001년 11월        |          |
| 영신그린빌             | 영신종합건설   | 영신종합건설                |                      | 2000년 12월        |          |